# Walter Werner Bräuer
Walter Werner Bräuer GOMM (Porto Alegre, 4 de maio de 1937 — São Paulo, 6 de maio de 2018) foi um tenente-brigadeiro da Força Aérea Brasileira (FAB). Foi ministro da Aeronáutica durante o governo Fernando Henrique Cardoso.
Admitido à Ordem do Mérito Militar como major-brigadeiro-do-ar em 1993 pelo presidente Itamar Franco no grau de Comendador especial, Brauer foi promovido em 1997, já como tenente-brigadeiro-do-ar, ao grau de Grande-Oficial especial por Fernando Henrique Cardoso.
Foi ministro da Aeronáutica no governo Fernando Henrique Cardoso, de 1 de janeiro a 10 de junho de 1999, após esta data, com a criação do Ministério da Defesa, passou a ser comandante da Aeronáutica até 21 de dezembro de 1999.
Ficou conhecido por suas posições nacionalistas em defesa do território brasileiro e da soberania econômica nacional. 